# Then Play On
Albums de Fleetwood Mac
The Pious Bird of Good Omen
(1969) Kiln House
(1970)
Then Play On est le troisième album studio du groupe de blues rock britannique Fleetwood Mac, sorti fin 1969. Il s'agit du dernier album avec Peter Green et marque l'arrivée du guitariste Danny Kirwan au sein de la formation. À nouveau, Christine McVie assiste au piano mais à titre d'invitée seulement. 

## Titres
| 1. | Coming Your Way    | Danny Kirwan   | 3:47 |
| 2. | Closing My Eyes    | Peter Green    | 4:50 |
| 3. | Fighting for Madge | Mick Fleetwood | 2:45 |
| 4. | When You Say       | Danny Kirwan   | 4:22 |
| 5. | Showbiz Blues      | Peter Green    | 3:50 |
| 6. | Underway           | Peter Green    | 3:06 |
| 7. | One Sunny Day      | Danny Kirwan   | 3:12 |

| 1. | Although the Sun Is Shining | Danny Kirwan | 2:31 |
| 2. | Rattlesnake Shake           | Peter Green  | 3:32 |
| 3. | Without You                 | Danny Kirwan | 4:34 |
| 4. | Searching for Madge         | John McVie   | 6:56 |
| 5. | My Dream                    | Danny Kirwan | 3:30 |
| 6. | Like Crying                 | Danny Kirwan | 2:21 |
| 7. | Before the Beginning        | Peter Green  | 3:28 |

## Musiciens

### Fleetwood Mac
- Peter Green : chant, guitare, basse six cordes, harmonica, percussions, violoncelle sur Oh Well Pt. 2
- Danny Kirwan : chant, guitare
- John McVie : basse
- Mick Fleetwood : batterie, percussions

### Personnel additionnel
- Jeremy Spencer : piano sur Oh Well Pt. 2
- Sandra Elsdon : flûte sur Oh Well Pt. 2 (non créditée)
- Christine Perfect : piano (non créditée)
- Big Walter Horton : harmonica (non crédité)